# Eurytaphria xanthoperata
Eurytaphria xanthoperata là một loài bướm đêm trong họ Geometridae.